# Grigorij Fichtenholz

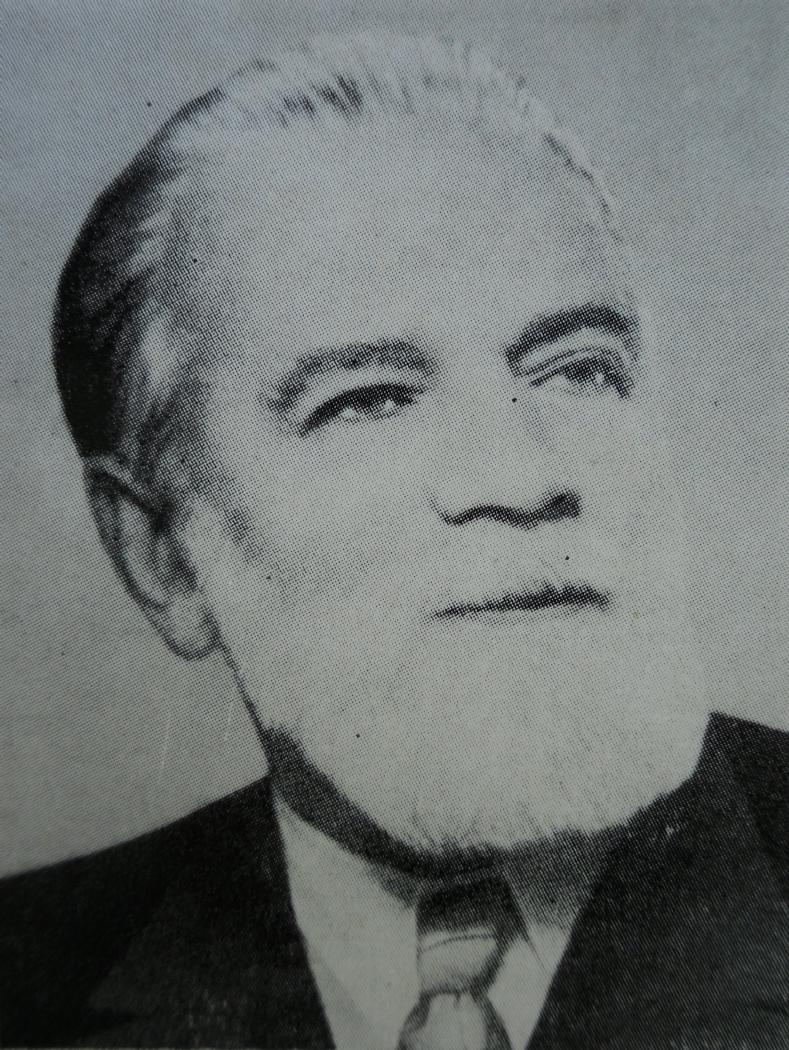
Grigorij Michajłowicz Fichtenholz

Grigorij Michajłowicz Fichtenholz (ros. Григорий Михайлович Фихтенгольц; ur. 5 czerwca 1888 w Odessie, zm. 25 czerwca 1959 w Leningradzie) – rosyjski matematyk pochodzenia niemieckiego, profesor Uniwersytetu w Piotrogrodzie od 1918 roku. Udowodnił m.in. twierdzenie Fichtenholza-Lichtensteina.

## Książki
Autor trzytomowego podręcznika, wielokrotnie wznawianego (ostatnie, dwunaste polskie wydanie tomów 1 i 2, dziesiąte tomu 3, ukazało się w 2012):
- Rachunek różniczkowy i całkowy
  - T. 1, tłum.: Ryszard Bittner, Bolesław Gleichgewicht, Tadeusz Huskowski, Wydawnictwo Naukowe PWN, Warszawa 1999. ISBN 83-01-02175-6.
  - T. 2, tłum.: Abraham Goetz, Lucjan Szamkołowicz, Bolesław Gleichgewicht, Tadeusz Huskowski, Edward Piegat, Wydawnictwo Naukowe PWN, Warszawa 1999. ISBN 83-01-02176-4.
  - T. 3, tłum.: Ryszard Bittner, Wydawnictwo Naukowe PWN, Warszawa 1999. ISBN 83-01-02177-2.